# Renascimento Timúrida

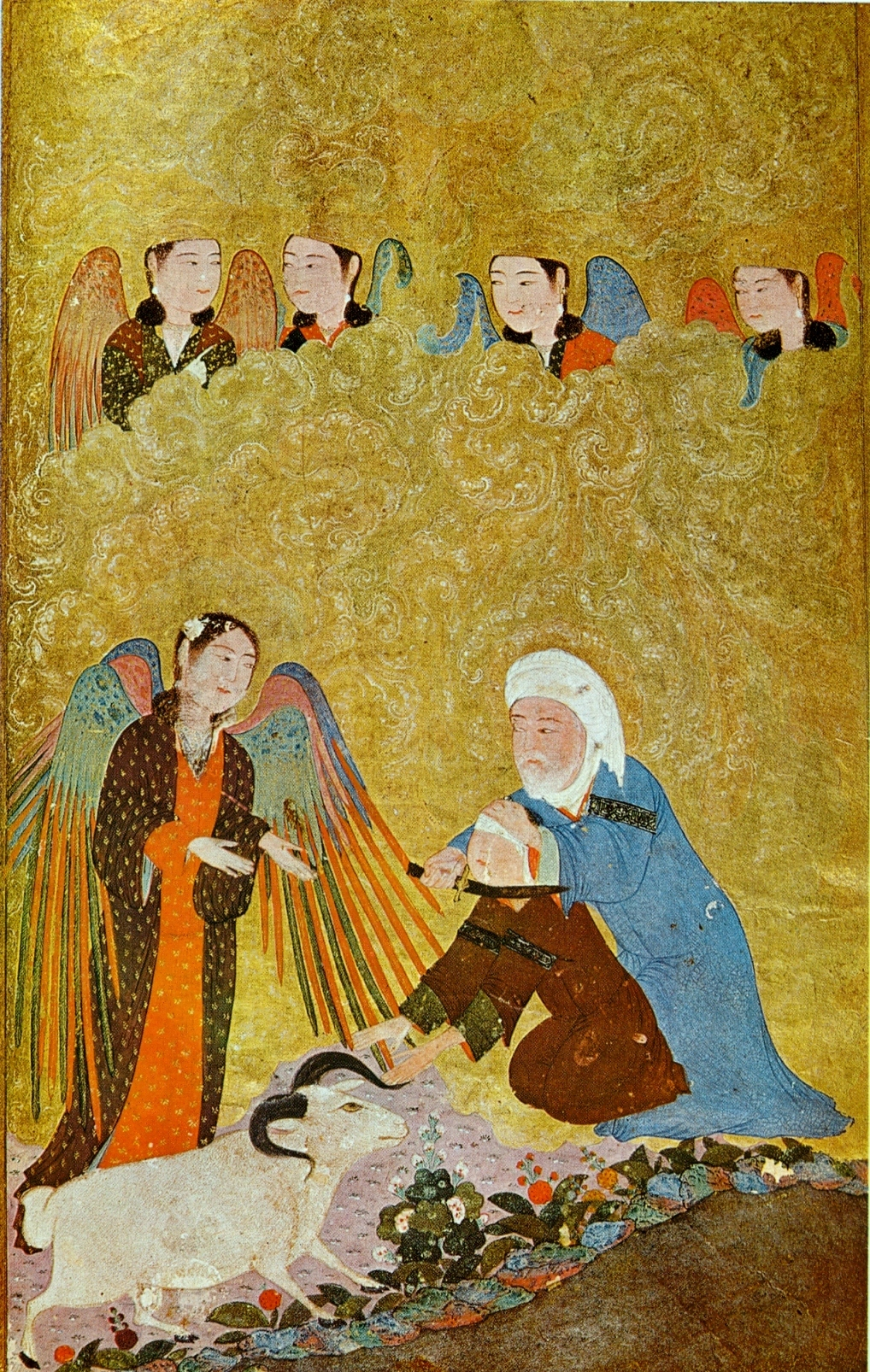
O anjo obstrui a oferta de Isaac, Shiraz 1410, actualmente em Lisboa.

O Renascimento Timúrida foi um fenómeno histórico despoletado com o aumento das artes e da ciência durante a Dinastia Timúrida, no período entre os séculos IX e XIV. O uso do termo "renascimento" para a descrição deste período levanta algumas reservas por parte dos estudiosos, sendo que alguns deles veem-no como um "enaltecimento" da cultura timúrida.
Esta cultura começou a florescer na mesma época histórica quando a Europa começou a experimentar o movimento renascentista. O renascimento timúrida atingiu o seu auge no século XV, após o final do período de invasões e conquistas mongóis. Um dos símbolos do renascimento timúrida é a reconstrução do Samarcanda, feita por Timur. Samarcanda, um importante centro islâmico para estudo académico, foi destruído por Genghis Khan durante a conquista mongol de Khwarezmia. Depois disto, o reino de Timur experimentou o interesse reavivado na arte persa clássica. Projectos de construção em grande escala foram realizados (mausoléus, madrasas e oficinas de livros), assim como o interesse académico em matemática e astronomia; e no início do século XVI o domínio de armas de fogo foi alcançado. As comissões principais da vida de Timur eram o palácio de verão de Timur em Shahrisabz, a mesquita de Bibi-Khanym, assim como a reconstrução da própria cidade de Samarcanda. A cidade de Herat tornou-se um centro importante da vida intelectual e artística no mundo islâmico durante este tempo.
O facto de que Samarcanda e Herat foram capazes de se tornar os centros da cultura renascentista e persa timúrida, naquela época em geral, é devido à destruição de cidades persas por guerras anteriores. O renascimento timúrida diferiu dos desenvolvimentos culturais e artísticos anteriores, durante a dinastia Buída, pois não era uma revivificação directa de modelos clássicos, mas sim uma ampliação do apelo cultural, incluindo o estilo mais coloquial na língua persa, bem como a inclusão da língua turca mais difundida como uma língua literária e oficial.